# Weir (Texas)
Weir es una ciudad ubicada en el condado de Williamson en el estado estadounidense de Texas. En el Censo de 2010 tenía una población de 450 habitantes y una densidad poblacional de 108,19 personas por km².

## Geografía
Weir se encuentra ubicada en las coordenadas 30°40′41″N 97°35′24″O / 30.67806, -97.59000. Según la Oficina del Censo de los Estados Unidos, Weir tiene una superficie total de 4.16 km², de la cual 4.09 km² corresponden a tierra firme y (1.62%) 0.07 km² es agua.

## Demografía
Según el censo de 2010, había 450 personas residiendo en Weir. La densidad de población era de 108,19 hab./km². De los 450 habitantes, Weir estaba compuesto por el 89.56% blancos, el 0.44% eran afroamericanos, el 1.11% eran amerindios, el 0.44% eran asiáticos, el 0% eran isleños del Pacífico, el 5.78% eran de otras razas y el 2.67% pertenecían a dos o más razas. Del total de la población el 31.11% eran hispanos o latinos de cualquier raza.